# Жанажол (Казталовський район)
Жанажо́л (каз. Жаңажол) — село у складі Казталовського району Західноказахстанської області Казахстану. Адміністративний центр Жанажольського сільського округу.
Населення — 951 особа (2021; 1017 у 2009, 1167 у 1999, 971 у 1989).